# Niměřice (zámek)
Zámek Niměřice je klasicistní zámek v obci Niměřice u Mladá Boleslav, přestavěný z původní gotické tvrze, obklopený anglickým parkem.

## Popis
Empírový zámek je jednopatrová budova ve tvaru písmene L. Jihozápadní křídlo je doplněno střešní klasicistní zvonicí s hodinami. Zámecký komplex tvoří vedle samotné budovy zámku také anglický park, bývalé hospodářské budovy a samostatně stojící zámecká kaple Korunování Panny Marie v novorománském slohu.

## Historie
První zmínka o Niměřicích sahá do 14. století, do doby vlády českého krále Karla IV. Tvrz stojící na místě dnešního zámku, byla deskovým statkem a správním střediskem niměřického panství. V průběhu 18. století byly Niměřice dokonce správním centrem celého mladoboleslavského kraje, kdy úřad hejtmana kraje zastával majitel Niměřic František Mikuláš Bzenský z Prorubě, praděd slavného maršála Václava Radeckého z Radče.

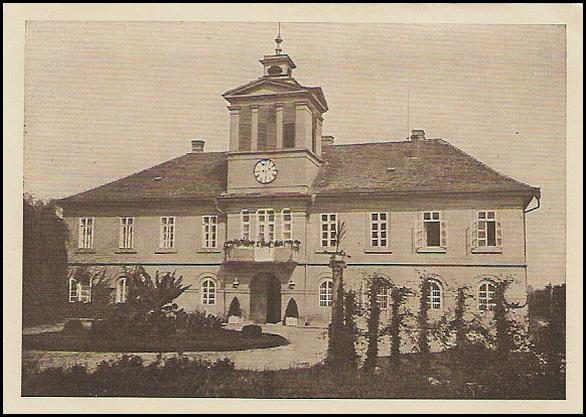
Zámek Niměřice v roce 1940

Původní tvrz dal roku 1832 přebudovat na nové sídlo v klasicistním slohu, pražský měšťan Jan Weitlof. Nově vystavěný zámek s přilehlým anglickým parkem však obratem prodal významné knížecí rodině Thurn – Taxis.
Niměřice se tak dostávají do centra dějin, kdy se formovala česká moderní společnost a to díky významnému majiteli, knížeti Dr. Rudolfovi Thurn - Taxisovi, jež byl velkým zastáncem českého národního uvědomění v druhé polovině 19. století. Jako mecenáš podporoval celou řadu vlasteneckých spolků. Mimo jiné byl zakladatelem Sokola, prvním předsedou pěveckého spolku Hlahol. Podílel se na zřízení družstva pro postavení Národního divadla. Založil časopisy Právník a Boleslavan.
Mnoho aktivit knížete Rudolfa bylo spojeno s Niměřicemi. Hostil zde přední osobnosti tehdejší doby. V létě 1862 pobýval na zámku v Niměřicích se svou manželkou Betynou Bedřich Smetana, který zde komponoval svou první operu Braniboři v Čechách. Vedle kulturních aktivit se Rudolf snažil modernizovat i hospodářství svého panství. V Dolním Cetně založil cukrovar a v Kováni provozoval pivovar. Bohužel jeho ne vždy úspěšné podnikatelské aktivity ve spojení s velkorysým mecenášstvím, donutily Rudolfa postoupit celé panství do správy svému bratru Hugovi Maxmiliánovi, který sídlil na Loučni.
Thurn – Taxisové mimo jiné zanechali v Niměřicích svou stopu v podobě novorománské kaple Korunování Panny Marie, jež byla dokončena v roce 1864. Její dominantou je socha Panny Marie, kterou v Římě vytvořil pro kněžnu Isabelu Thurn Taxis přední sochař Václav Levý.
Zámek Niměřice zůstal v majetku knížecího rodu až do roku 1930, kdy je kupuje pražský průmyslník Adolf Wiesner, který s rodinou niměřické panství obývá až do znárodnění v roce 1950. Československý stát po zabrání v zámku zřídil domov důchodců. Po sametové revoluci (1989) se zámek v restituci vrací zpět do rodiny Wiesnerů, respektive Heresů. Zámek, jakož i celý zámecký areál je opět obýván rodinou majitelů a veřejnosti se otevírá pouze příležitostně.